# Ray Lewis (Footballspieler)
Ray Anthony Lewis Jr. (* 15. Mai 1975 in Bartow, Florida) ist ein ehemaliger US-amerikanischer American-Football-Spieler auf der Position des Middle Linebackers. Er spielte seine gesamte Karriere für die Baltimore Ravens in der National Football League (NFL). Lewis gewann mit den Ravens zwei Super Bowls (XXXV, XLVII). Im Super Bowl XXXV wurde er zum Super Bowl MVP gewählt.

## Football
Ray Lewis spielte für die University of Miami, bevor er 1996 nach vier Jahren College Football in der NFL Draft in der ersten Runde von den Baltimore Ravens ausgewählt wurde. Nach der Saison 2000 gewann er mit den Ravens den Super Bowl und wurde zum Super Bowl MVP gewählt. 2000 und 2003 wurde er zum Defensive Player of the Year gewählt.
Er ist auf dem Cover des Videospiels Madden 2005 von EA Sports abgebildet.
Am 15. Oktober 2012 verkündete er, dass die Saison 2012 seine letzte sein wird. In seiner letzten Spielzeit gelang den Ravens erneut der Einzug in den Super Bowl. Beim 34:31-Sieg im Super Bowl XLVII über die San Francisco 49ers machte Lewis das letzte Spiel seiner Karriere und gewann dabei seine zweite Meisterschaft.
Ray Lewis wurde am 3. Februar 2018 in die Pro Football Hall of Fame aufgenommen.

## Gemeinnützige Arbeiten
Bereits neben seiner Profikarriere war Lewis gemeinnützig engagiert. Er gründete die Ray Lewis 52 Foundation. Diese gemeinnützige Stiftung hat die Aufgabe, Arbeitern und benachteiligten Jugendlichen finanzielle Hilfe anzubieten. Die Stiftung finanziert Veranstaltungen, unter anderem eine jährliche Auktion mit Prominenten und einem Bowling-Turnier, das große Maryland Duck Derby und ein Thanksgiving-Essen, das an der North Avenue in Baltimore ausgegeben wird.

## Privat
Lewis hat sechs Kinder mit vier Frauen. Sein Sohn, Ray Lewis III, studierte ab 2013 an der University of Miami und spielte dort für die Hurricanes. Später wechselte er an die Coastal Carolina University.

### Mordanklage
Im Rahmen der Festlichkeiten zum Super Bowl XXXIV in Atlanta im Januar 2000 geriet Lewis in einen Streit, in dessen Verlauf zwei Menschen erstochen wurden. Lewis wurde festgenommen, wobei auffiel, dass er seinen Anzug, den er zur Tatzeit trug, ausgezogen hatte: der Anzug wurde nie gefunden. Lewis wurde des Mordes angeklagt, aber nur wegen Behinderung der Polizeiarbeit und Falschaussage zu einer Bewährungsstrafe von einem Jahr verurteilt und musste ein Drittel der Prozesskosten übernehmen. Von der NFL wurde er mit einer Rekordstrafe von 250.000 US-Dollar belegt. 2004 einigte sich Lewis außergerichtlich mit den Angehörigen der Opfer über eine „sechsstellige“ Geldsumme.